# Eric Lewis (Schiedsrichter)

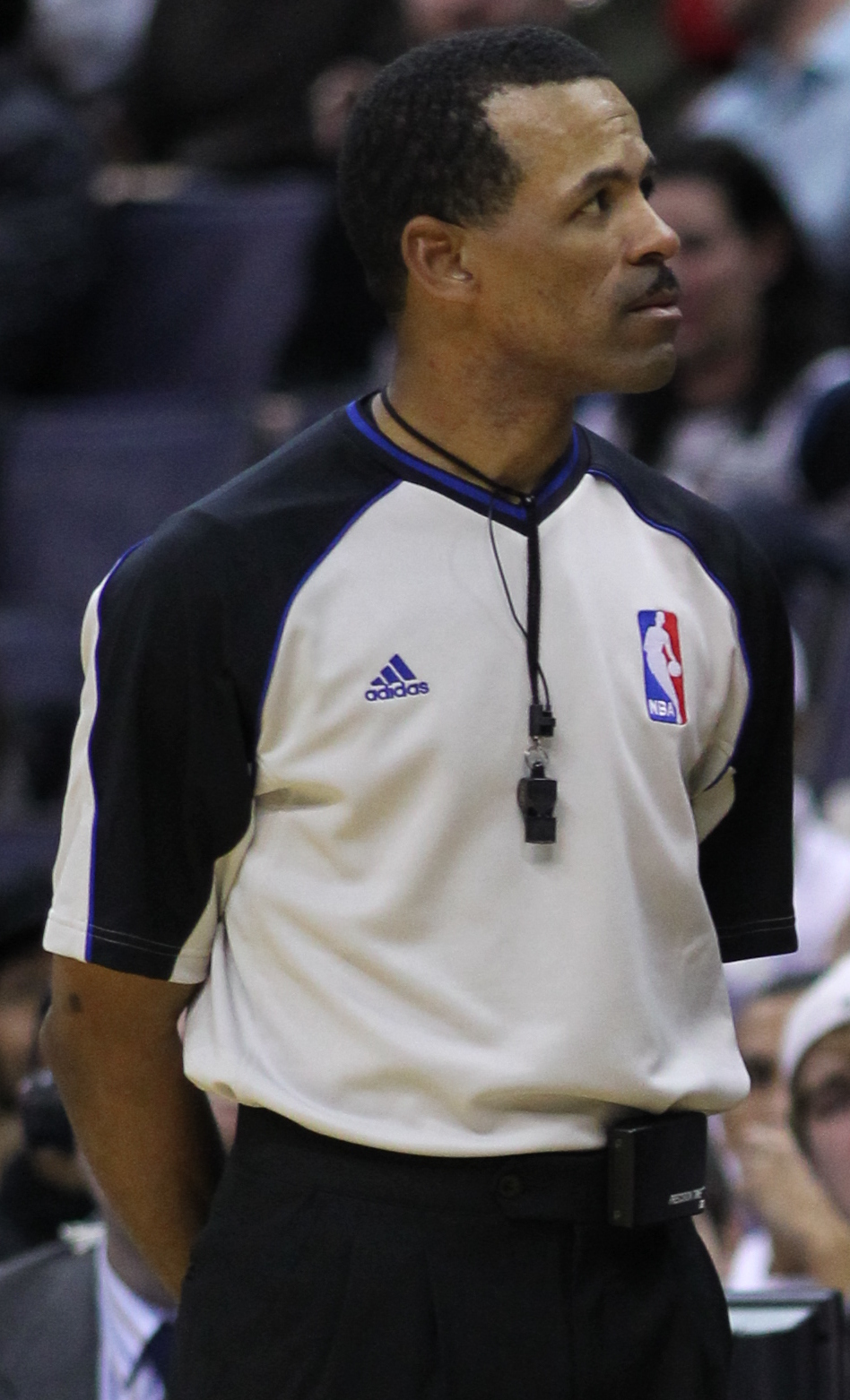
Eric Lewis im März 2011

Eric Lewis (* 20. Mai 1971 in Daytona Beach, Florida) ist ein ehemaliger US-amerikanischer Schiedsrichter im Basketball, der von der Saison NBA 2004/05 bis zur Saison NBA 2022/23 in der NBA tätig war. Er trug die Uniform mit der Nummer 42.

## Karriere

### College-Basketball
Vor dem Einstieg in die professionellen Basketballwettbewerbe arbeitete er für acht Jahre als College-Basketballschiedsrichter.

### United States Basketball League
Zunächst arbeitete er für zwei Jahre als Schiedsrichter in der United States Basketball League.

### National Basketball Association
Lewis begann im Jahr 2004 seine NBA-Schiedsrichterlaufbahn beim Spiel der Dallas Mavericks gegen die Golden State Warriors. Sein letztes Spiel, die Denver Nuggets gegen die Los Angeles Lakers, leitete er im Mai 2023.
Zuvor war er drei Jahre als Schiedsrichter in der NBA G-League tätig.
Lewis wurde im Frühjahr 2023 unterstellt mittels eines Fake-Accounts auf Twitter ihn und andere NBA-Schiedsrichter zu verteidigen. Die NBA leitete daraufhin Untersuchungen ein.
Am 30. August 2023 gab Lewis seinen sofortigen Rücktritt bekannt, was die NBA dazu veranlasste, ihre Ermittlungen zu seinen Social-Media-Aktivitäten einzustellen.